# SUPER JUNIOR D&E CONCERT "THE D&E"
《SUPER JUNIOR D&E CONCERT "THE D&E"》는 슈퍼주니어의 유닛 슈퍼주니어-D&E의 두 번째 아시아 투어이다.

## 개요
슈퍼주니어는 2019년 3월 3일에 열린 〈SUPER SHOW 7S〉 에서의 엔딩 멘트를 통해 슈퍼주니어-D&E의 첫번째 국내 콘서트 계획을 알렸고 4일 뒤인 3월 7일, 공식 홈페이지를 통해 공연 일정을 공개하였다. 예매는 3월 15일과 17일, YES24를 통해 팬클럽 선행 예매와 일반 예매가 일제히 진행되었다.
슈퍼주니어-D&E는 총 9회에 걸친 아시아 투어를 통해 4만 5천여명의 누적 관객을 기록하였다.

## 투어 일정
| 일정            | 도시         | 국가       | 장소                     | 관객 동원     |
| --------------- | ------------ | ---------- | ------------------------ | ------------- |
| 2019년 4월 13일 | 서울         | 대한민국   | 올림픽 공원 올림픽 홀    | 통산 7,000명  |
| 2019년 4월 14일 | 서울         | 대한민국   | 올림픽 공원 올림픽 홀    | 통산 7,000명  |
| 2019년 5월 4일  | 쿠알라룸푸르 | 말레이시아 | 멜라와티 인도어 스타디움 | 6,000명       |
| 2019년 5월 25일 | 방콕         | 태국       | 썬더 돔                  | 5,000명       |
| 2019년 6월 22일 | 대북         | 대만       | 신장 체육관              | 통산 10,000명 |
| 2019년 6월 23일 | 대북         | 대만       | 신장 체육관              | 통산 10,000명 |
| 2019년 6월 29일 | 홍콩         | 홍콩       | 아시아 월드 엑스포 홀 10 | 5,000명       |
| 2019년 8월 27일 | 지바현       | 일본       | 마쿠하리 멧세 이벤트 홀  | 통산 12,000명 |
| 2019년 8월 28일 | 지바현       | 일본       | 마쿠하리 멧세 이벤트 홀  | 통산 12,000명 |

## 세트 리스트
- Concert Start -
- Keep Going! (KR)
- Circus (KR)

- VCR #1 -
- 땡겨 (Danger) (KR)
- Watch Out (KR)

- VCR #2 -
- RUM DEE DEE (KR)
- Here We Are (JP)

- Ment -
- 너는 나만큼 (Growing Pains) (KR)
- 지독하게 (Lost) (KR)
- Sweater & Jeans (KR)

- VCR #3 -
- 우울해 (Gloomy) (KR)
- Illusion (Obsessed) (KR)
- Hot Baby (JP)
- Take It Slow (JP)
- I Wanna Love You (KR)

- VCR #4 -
- Dancing Out (KR)
- 머리부터 발끝까지 ('Bout You) (KR)
- 여름밤 (I Love It) (KR)
- 백야 (白夜) (Evanesce II) (KR)

- VCR #5 -
- SUNRISE (KR)
- Jungle (KR)

- VCR #6 -
- MOTOCYCLE (KR)
- I WANNA DANCE (사네) (KR)
- 떴다 오빠 (Oppa, Oppa) (KR)
- 촉이 와 (Can You Feel It?) (KR)

- Ment -
- 1+1=LOVE (KR)
- Hello (KR)

- Encore VCR (너의 이름은 (What Is Your Name?)) -
- The D&E (KR)

- Ment -
- IF YOU (KR)
- Victory (KR)

- Concert Start -
- Keep Going! (KR)
- Circus (JP)

- VCR #1 -
- 땡겨 (Danger) (KR)
- Watch Out (KR)

- VCR #2 -
- RUM DEE DEE (KR)
- Here We Are (JP)

- Ment -
- Growing Pains (JP)
- 지독하게 (Lost) (KR)
- Sweater & Jeans (KR)

- VCR #3 -
- 우울해 (Gloomy) (KR)
- Illusion (Obsessed) (KR)
- Hot Baby (JP)
- Take It Slow (JP)

- VCR #4 -
- Dancing Out (KR)
- 머리부터 발끝까지 ('Bout You) (KR)
- 여름밤 (I Love It) (KR)
- 백야 (白夜) (Evanesce II) (KR)

- VCR #5 -
- SUNRISE (JP)
- Jungle (KR)

- VCR #6 -
- MOTOCYCLE (JP)
- Oppa, Oppa (JP)
- 촉이 와 (Can You Feel It?) (KR)

- Ment -
- 1+1=LOVE (KR)
- Hello (JP)

- Encore VCR (너의 이름은 (What Is Your Name?)) -
- The D&E (KR)

- Ment -
- IF YOU (JP)
- Victory (KR)

- Double Encore (28일 한정) -
- もっとぎゅっと (JP)

## 제작
- 슈퍼주니어-D&E (은혁, 동해)
- 주최 : SM 엔터테인먼트, Label SJ
- 주관 : 드림메이커
- 후원 : YES24
- 총연출 : 은혁
- 영상감독 : 신동